# Cal Galceran (Linyola)
Cal Galceran és un monument del municipi de Linyola (Pla d'Urgell) inclòs en l'Inventari del Patrimoni Arquitectònic de Catalunya.

## Descripció
Casal de considerables dimensions que es compon de planta baixa, pis i golfes, i d'un pati. Allò que més cal destacar és l'àmplia galeria porxada a l'altura de la planta noble i té vistes sobre el pati. La galeria, coberta amb teules com la resta de la casa, s'obre al pati per quatre arcades semicirculars recolzades damunt pilastres tot motllurat dins un estil força clàssic. En l'enllaç de les dues arcades centrals hi ha la data 1802 en xifres romanes (segurament es refereix al moment constructiu de la galeria). A nivell de planta baixa aquesta galeria reposa damunt dues grans arcades tapiades (una arcada per cada dos arcs de la galeria superior). L'altre element interessant és la llinda de pedra de la porta d'entrada al pati pel c/ Colom. Duu la inscripció "MAGI GALCERAN 1781".

## Història
Els Galceran eren una família de prestigi de la població. Els seus membres participaren diversos anys en el govern de la vila com a batlles (des de l'any 1699) i regidors (fins al s. XIX).